# Dolmen von Plas Newydd
Die Dolmen von Plas Newydd sind zwei Megalithgräber auf dem Anwesen von Plas Newydd auf Anglesey.

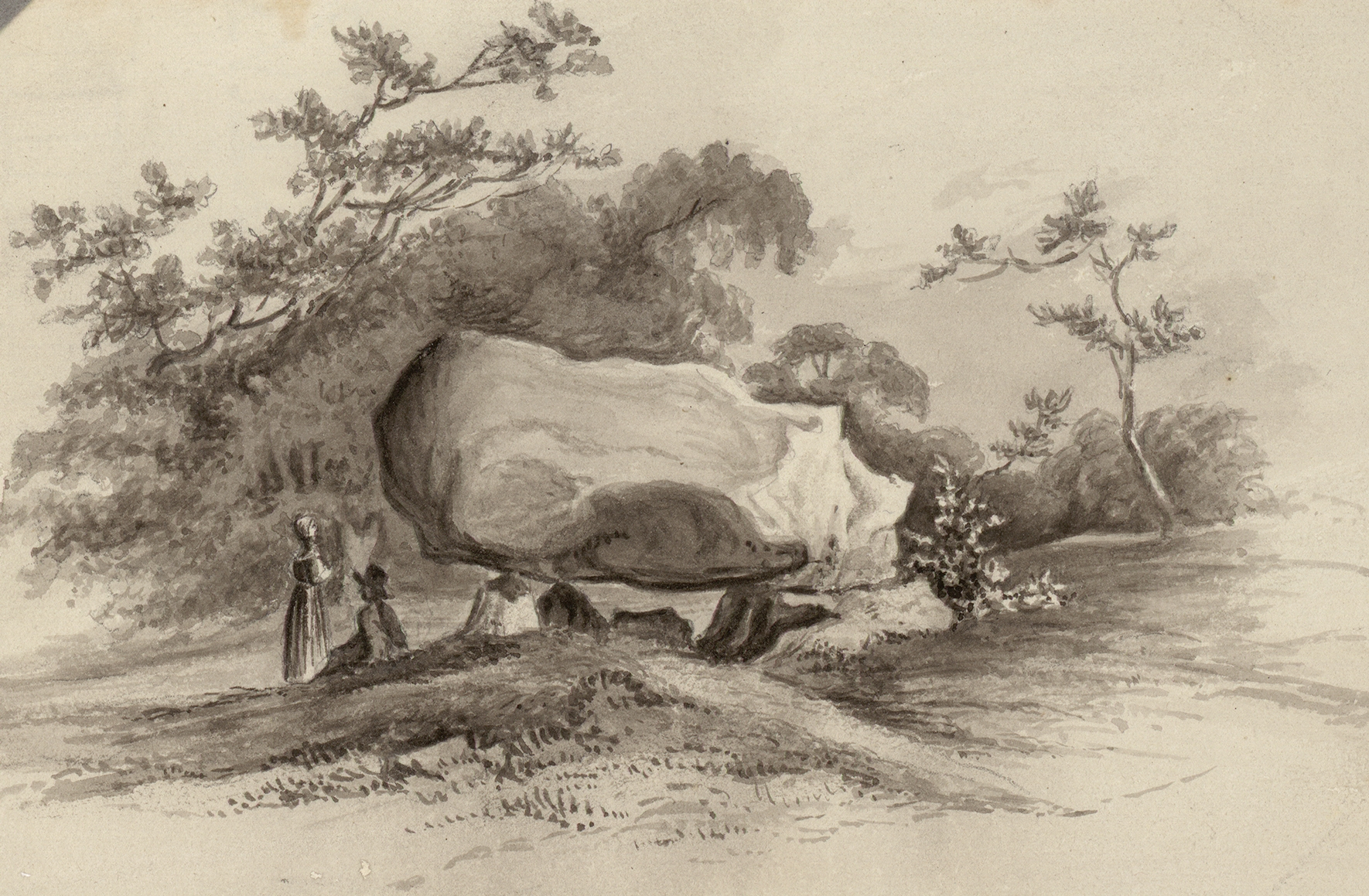
Plas Newydd von Thomas Pennant

Die beiden Dolmen, die sich einer Klassifikation entziehen, befinden sich nördlich des Hauptgebäudes. Auf einer Achse von Nordost nach Südwest liegen zwei Kammern mit jeweils einem Deckstein. Die nördliche Kammer ist die größere, ihre Seitensteine sind nicht mehr vorhanden. Ihr Deckstein wird durch vier Steine am nördlichen Ende und zwei am südlichen Ende gestützt. Der Deckstein neigt sich in Richtung Nordosten, was normalerweise die Position des Zugangs anzeigt, aber die dort noch vorhandenen Tragsteine sind nicht in einer Anordnung, wie sie für den Eingang von Portal Tombs typisch ist. Die südliche Kammer ist sehr klein und bietet kaum Platz für einen Erwachsenen. Es ist sehr unwahrscheinlich, dass die Südkammer eine Seitenkammer oder ein Zugang zur nördlichen Kammer war, da einer der Steine, die die Rückwand der größeren Kammer bilden, jeden Zugang blockiert. Es gibt mehrere Steine, die aus dem Rasen um das Denkmal ragen, aber keine Spuren von Überresten eines Cairns. Wahrscheinlich hat das Denkmal im 18. Jahrhundert eine Veränderung erfahren, als Gebäude und Park umgestaltet wurden.